# Pithecopus megacephalus
Pithecopus megacephalus (atualmente Pithecopus megacephalus) é uma espécie de anfíbio da família Phyllomedusidae. Endêmica do Brasil, ela pode ser encontrada na Serra do Cipó no estado de Minas Gerais e também no estado da Bahia.
O epípeto específico megacephala ou megacephalus (do inglês mega = grande e cephalo, do grego = cabeça) denota cabeça grande ou larga.
A primeira identificação, feita em 1926, classificou a espécie como Bradymedusa megacephala. Em 2012, foi reclassificada como Phyllomedusa megacephala e, atualmente, a espécie teve seu gênero alterado e passou a ser chamada de Pithecopus megacephalus.

## Distribuição
A ocorrência de indivíduos se restringe ao complexo serrano do espinhaço, especialmente na Serra do Cipó no estado de Minas Gerais, mas também há registros da espécie no estado da Bahia nos municípios de Igaporã e Jacaraci.
A Serra do Espinhaço pode ser classificada como uma ilha do céu por possuir aspectos topográficos que geram uma descontinuidade na paisagem e as isola dos demais ambientes, criando características climáticas e edáficas únicas que tornam a região altamente propícia a endemismos. A Serra do Espinhaço é um dos exemplos brasileiros mais claros de uma região com uma herpetofauna altamente endêmica.

## Descrição

#### Colorido[5]
Possui padrão reticulado bem definido formado por círculos vermelho-alaranjados envoltos por coloração preta. Esse padrão só é observado na parte interna dos braços, pernas, lateral do corpo e pálpebras inferiores. No restante do corpo a espécie apresenta coloração verde clara.

#### Cabeça[5]
O comprimento da cabeça é menor que sua largura. O focinho tem aparência truncada quando visto dorsalmente e levemente obtuso quando visto lateralmente. Não apresenta lábios espessados. Os tímpanos são verticalmente elípticos com diâmetro equivalente a metade do dos olhos.

#### Corpo[5]
Os braços e antebraços são desenvolvidos e possuem mãos pequenas e dedos longos e estreitos. As pernas são curtas e moderadamente hipertrofiadas sendo a coxa maior que a tíbia e artelhos esbeltos.

## Ecologia

#### Uso de hábitat
Os indivíduos dessa espécie se restringem a altitudes superiores a 800m acima do nível do mar (em alguns casos, indivíduos foram encontrados acima de 1000m) em campos rupestres, ambientes rochosos e ambientes próximos a córregos e riachos.

#### Vocalização
Os indivíduos da espécie vocalizam de maneira harmônica e pulsada e seu canto é mais grave que o de Phyllomedusa hypochondrialis.

#### Reprodução
Os indivíduos da espécie tendem a ter um período de reprodução extremamente restrito por serem altamente exigentes com a disponibilidade de água parada e límpida. Tal recurso só está disponível no ambiente após chuvas torrenciais que formam poças adequadas para a cópula e oviposição da espécie.
Os ovos são colocados em folhas fora da água de modo que quando eclodem os girinos podem migrar para a água.

#### Dimorfismo
Os indivíduos machos variam em tamanho de 36,1 mm a 43,3 mm e as fêmeas entre 41,6 mm e 49,1 mm.

## Conservação
De acordo com a IUCN, a espécie encontra-se com dados insuficientes para determinar seu estado de conservação atual. Porém, estudos apontam que este deveria ser atualizado para ameaçada uma vez que sua área de ocorrência é extremamente limitada e uma pequena área de ocorrência é abrangida por unidades de conservação.
O endemismo da espécie e sua distribuição em pequenos e descontínuos ambientes resulta na formação de pequenas populações suscetíveis a efeitos negativos de uma deriva genética, como mudanças na área ou composição do ecossistema, e por isso necessitam de medidas conservacionistas específicas para cada população de modo que a probabilidade de eventos de extinção local seja reduzida.
Há evidência de que estas ilhas do céu estiveram fortemente conectadas no passado, porém é possível que estas tenham se tornado geograficamente isoladas como consequência de mudanças climáticas. Estima-se que o ecossistema de campos rupestres terá sua área severamente reduzida até 2100 devido ao aquecimento global e atividades humanas.
Portanto, é recomendável que a conservação de P. megacephalus seja subdivida em unidades de conservação independentes, com, no mínimo, uma para cada uma das populações conhecidas de modo que as linhagens evolutivas possam ser preservadas.

Cabe ressaltar que a criação de corredores ecológicos para aumentar a conectividade das populações pode não ser adequado para a conservação da espécie visto que poucas áreas entre as ilhas de ocorrência da espécie possuem condições adequadas para sua sobrevivência. Isso causaria uma dependência de ações humanas para o manejo dos indivíduos o que não é recomendável para a evolução da espécie.